# Ljowa BI-2

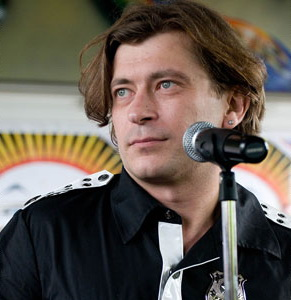
Ljowa BI-2 (2009)

Ljowa BI-2 (bürgerlicher Name Egor Mikhailovich Bortnik (belarussisch Ягор Міхайлавіч Бортнік); geb. am 2 September 1972, Minsk, Weißrussische Sozialistische Sowjetrepublik, Sowjetunion) ist ein russischer Rockmusiker belarussisch-jüdischer Herkunft, Dichter, Sänger und Gitarrist, Gründer der Band BI-2. Er besitzt auch die israelische Staatsbürgerschaft.

## Leben
Egor Bortnik bekam den Beinamen Ljowa schon in seiner Kindheit:

„Ich lebte damals mit meinen Eltern in Afrika (mein Vater wurde eingeladen, Radiophysik an einer Universität im Kongo zu unterrichten). Eines Tages kaufte mir mein Vater einen Zahn des Löwen. Ich habe ihn an den Hals gehängt und die Jungs haben mir den Beinamen Leo gegeben. Der neue Name hat mir sehr gut gefallen, und jetzt nennt mich sogar meine Mutter Ljowa“

Im Jahr 1985 im Minsker Kindertheaterstudio Rond machte Egor Bortnik die Bekanntschaft mit dem anderen zukünftigen Gründer der Band BI-2 – Aleksandr Uman (Schura BI-2). In diesem Studio beschlossen sie zusammen mit anderen Kollegen, Aufführungen in der Art des absurden Theaters zu veranstalten. Nach einer weiteren Avantgarde-Aufführung wurde das Theater geschlossen und Schura und Ljowa kamen zum Schluss, dass sie sich viel besser in Musik ausdrücken könnten. Diese Wahl erklärte Ljowa wie folgt: „Wir haben schnell verstanden, dass Jungs mit Gitarren für Mädchen sehr attraktiv sind.“
Ljowa und Schura gründeten die Band Waffenbrüder (russisch „Братья по оружию“), die später in Ufer der Wahrheit (russisch „Берег Истины“) umbenannt wurde und noch später den Namen BI-2 erhielt. Mit ihren Konzerten reiste die Band durch ganz Belarus.
Im Jahr 1991 zog Ljowa BI-2 mit Shura nach Israel um. Dort arbeitete er genauso wie Shura als Wachmann auf einer Baustelle und im Wachhaus machten die Freunde Musik. Später diente Ljowa in der israelischen Armee und arbeitete als Screendesigner. Nachdem Schura Ende 1993 zu Verwandten nach Australien gegangen war, fiel die Band BI-2 praktisch für fast fünf Jahre auseinander, obwohl Ljowa zuerst an neuen Liedern weiter arbeitete und telefonisch mit Schura Kontakt hielt. Im Februar 1998 zog auch Ljowa nach Australien.
Dort schloss er sich der Band Chiron (in der auch Schura spielte) an, die noch einen Gitarristen brauchte. Bald nahm die Band BI-2 ihre Tätigkeit wieder auf; in demselben Jahr 1998 erschien ihr erstes Album namens Geschlechtslose und traurige Liebe (russisch „Бесполая и грустная любовь“). Im Herbst 1998 bereitete die Band auch das Album Und das Schiff segelt (russisch „И корабль плывёт“) vor. Es wurde nie veröffentlicht, aber die Lieder davon wurden von russischen Radiosendern gespielt. Das erste von ihnen, das Lied Herz (russisch „Сердце“), war beim Radiosender Unser Rundfunk (russisch „Наше радио“) in der permanenten Rotation.
Im September 1999 übersiedelten Ljowa und Schura nach Russland. Die Band BI-2 wurde durch russische Musiker ergänzt und begann eine aktive Konzerttätigkeit. Im folgenden Jahr wurde das zweite Album der Band BI-2, veröffentlicht, das Lieder aus dem Album Und das Schiff segelt (aber mit einer anderen Reihenfolge von Tracks und Design) enthielt.
Im Jahre 2000 hatte Ljowa BI-2 im Film Der Bruder-2 von Alexei Balabanow einen Cameo-Auftritt. Die Band BI-2 nahm an der Erstellung von einem Soundtrack zu diesem Film teil. Das Lied Keiner schreibt dem Oberst (russisch Полковнику никто не пишет), das in diesem Blockbuster zu hören ist, machte die Band berühmt. Die Band veröffentlichte weiterhin neue Alben und bis 2017 erreichte die Anzahl ihrer Alben zehn.
Am 17. Mai 2017 wurde Ljowa BI-2 von der Moskauer Polizei bei einem Fußballspiel „wegen des Verdachts der Aufbewahrung von Substanzen, die aus dem zivilrechtlichen Verkehr gezogen wurden“ festgenommen. Es wurde bei ihm ein 0,5-Gramm-Päckchen Marihuana gefunden. Einen Tag später ordnete das Gericht gegen ihn eine Geldstrafe von 3000 Rubel wegen „Verstoßes gegen die Verhaltensregeln der Zuschauer bei offiziellen Sportveranstaltungen“ an (Abs. 1 Art. 20.31 des Ordnungswidrigkeitsgesetzes der Russischen Föderation).
Manchmal bezeichnet Ljowa BI-2 sich als Enkel von Arkadij Aleksandrowitsch Kuleschow, einem berühmten belarussischen Dichter.